# День Мэриленда

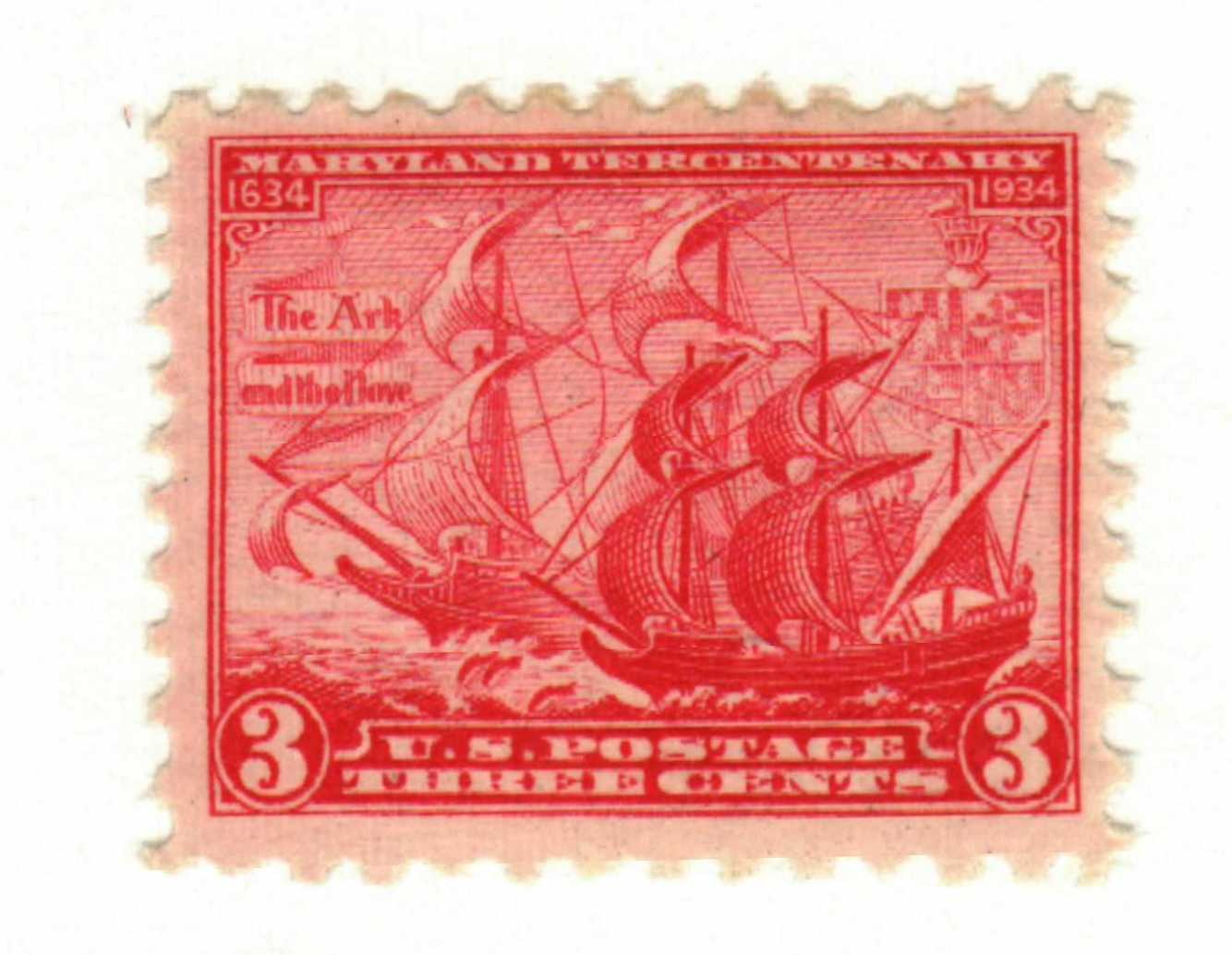
Марка США, посвящённая прибытию кораблей "The Ark" и "The Dove"

День Мэриленда (англ. Maryland Day) — государственный праздник штата Мэриленд, США. День Мэриленда отмечается 25 марта. В этот день в 1634 году первые английские колонисты сошли на берег с кораблей «The Ark» и «The Dove». Высадка произошла на острове Святого Климента в устье реки Потомак. Среди колонистов был Цецилий Калверт, 2-й барон Балтимора. В благодарность за благополучное путешествие иезуит Эндрю Уайт отслужил первую в истории Северной Америки католическую мессу. Прибытие совпало с праздником Благовещения, поэтому колонисты решили назвать свою колонию Мэрилендом в честь Девы Марии.
Праздник День Мэриленда отмечается в штате Мэриленд с 1903 года. В 1916 году День Мэриленда объявлен официальным праздником штата.